# Ierland op het Eurovisiesongfestival 1988
Ierland nam deel aan het Eurovisiesongfestival 1988 in Dublin, Ierland.
Het was de 22ste deelname van Ierland aan het festival.
De nationale omroep RTE was verantwoordelijk voor de bijdrage van Ierland voor 1988.

## Selectieprocedure
De Ierse nationale finale werd gehouden op 6 maart 1988 en werd uitgezonden door de RTÉ, gepresenteerd door Marty Whelan en Maxi.
Negen acts deden mee in de finale en de winnaar werd gekozen door een expertjury.
| Volgorde | Artiest          | Lied                   | Punten | Plaats |
| -------- | ---------------- | ---------------------- | ------ | ------ |
| 1        | Tranz-Am         | "Tearing Up My Heart"  | 44     | 7de    |
| 2        | Fabienne         | "Dance To My Own Tune" | 36     | 8ste   |
| 3        | Timara Galassi   | "Friends Forever"      | 58     | 5de    |
| 4        | Paul Duffy       | "Stop Messin' Around"  | 70     | 3de    |
| 5        | Grace Dunne      | "Tar Liom Anois"       | 53     | 6de    |
| 6        | Jump The Gun     | "Take Him Home"        | 92     | 1ste   |
| 7        | Liam Reilly      | "Lifeline"             | 85     | 2de    |
| 8        | Leanne & Hotline | "In And Out Of Love"   | 60     | 4de    |

## In Dublin
In Ierland moest Ierland aantreden als 10de, na Zwitserland en voor Duitsland
Op het einde van de puntentelling bleek dat Ierland 8ste was geworden met 79 punten.
Men ontving in totaal 1 keer het maximum van de punten.
Nederland gaf 6 punten en België 5 punten voor deze inzending.

### Gekregen punten

#### Finale
| 12 punten           | 10 punten                 | 8 punten              | 7 punten                                      | 6 punten                 |
| ------------------- | ------------------------- | --------------------- | --------------------------------------------- | ------------------------ |
| - Spanje            |                           |                       | - Denemarken - Duitsland - Noorwegen - Zweden | - Nederland - Oostenrijk |
| 5 punten            | 4 punten                  | 3 punten              | 2 punten                                      | 1 punt                   |
| - België - Portugal | - Frankrijk - Zwitserland | - Verenigd Koninkrijk | - Finland - Joegoslavië - Turkije             |                          |

### Punten gegeven door Ierland

#### Finale
Punten gegeven in de finale:
| 12 punten | Luxemburg           |
| 10 punten | Zwitserland         |
| 8 punten  | Noorwegen           |
| 7 punten  | Verenigd Koninkrijk |
| 6 punten  | Duitsland           |
| 5 punten  | Zweden              |
| 4 punten  | Denemarken          |
| 3 punten  | Joegoslavië         |
| 2 punten  | Nederland           |
| 1 punt    | Israël              |

1965 · 1966 · 1967 · 1968 · 1969 · 1970 · 1971 · 1972 · 1973 · 1974 · 1975 · 1976 · 1977 · 1978 · 1979 · 1980 · 1981 · 1982 · 1983 · 1984 · 1985 · 1986 · 1987 · 1988 · 1989 · 1990 · 1991 · 1992 · 1993 · 1994 · 1995 · 1996 · 1997 · 1998 · 1999 · 2000 · 2001 · 2002 · 2003 · 2004 · 2005 · 2006 · 2007 · 2008 · 2009 · 2010 · 2011 · 2012 · 2013 · 2014 · 2015 · 2016 · 2017 · 2018 · 2019 · 2020 · 2021 · 2022 · 2023 · 2024 · 2025